# Pitkä-Ruokonen
Pitkä-Ruokonen är en ö i Finland. Den ligger i sjön Vesijärvi och i kommunen Hollola i den ekonomiska regionen  Lahtis ekonomiska region  och landskapet Päijänne-Tavastland, i den södra delen av landet, 110 km norr om huvudstaden Helsingfors. Öns area är 20,2 hektar och dess största längd är 0,8 kilometer i sydöst-nordvästlig riktning.